# Гайдарская, Катажина
Катажина Гайдарская (пол. Katarzyna Gajdarska; род. в 1966 г.) — польская актриса театра, кино, радио и телевидения.

## Биография
Катажина Гайдарская дебютировала в театре в 1990 году. Актёрское образование получила в Государственной высшей театральной школе в Кракове, которую окончила в 1992 году. Актриса театров в Кракове и Варшаве. Выступает в спектаклях «театра телевидения» с 1991 года. 

## Избранная фильмография
- 1991 — Двойная жизнь Вероники / La Double Vie de Véronique
- 1995 — Ничего смешного / Nic śmiesznego
- 1996 — Ночные граффити / Nocne graffiti
- 1996 — Автопортрет с любимой / Autoportret z kochanką
- 1996 — Экстрадиция / Ekstradycja
- 1999 — Айлавйу / Ajlawju
- 2003 — Успех / Sukces
- 2004 — Криминальщики  / Kryminalni